# Nadezjda Tolokonnikova
Nadezjda Andrejevna Tolokonnikova (Russisch: Наде́жда Андре́евна Толоко́нникова) (Norilsk, 7 november 1989), alias Nadja Tolokno (Russisch: Надя Толокно), is een Russisch conceptueel kunstenares en politiek activiste. Ze is lid van de anti-Poetin-punkband Pussy Riot en was in het verleden politiek actief met de performancekunstenaars- en protestgroep Vojna (Oorlog). Op 17 augustus 2012 werd ze schuldig bevonden aan "door religieuze haat gevoed hooliganisme" (verstoring van de openbare orde) in de Russisch-orthodoxe Kathedraal van Christus de Verlosser in Moskou, nadat zij daar had deelgenomen aan een "punkgebed" met zang en dans waarin ertoe was opgeroepen Rusland van president Poetin te bevrijden. Ze werd daarvoor veroordeeld tot twee jaar gevangenisstraf. De Russische Unie voor Solidariteit met Politiek Gevangenen erkende haar als politiek gevangene. Amnesty International noemde haar een gewetensgevangene gezien "de felle reactie van de Russische autoriteiten".

## Privéleven
Tolokonnikova is filosofiestudent aan de Staatsuniversiteit van Moskou. Ze is getrouwd geweest met Pjotr Verzilov en heeft met hem een dochter. Ze heeft een permanente verblijfsstatus voor Canada, terwijl haar echtgenoot zowel de Russische als Canadese nationaliteit heeft.

## Optredens en protesten
Tolokonnikova is sinds 2007 lid van het politiek geëngageerde kunstenaarscollectief Vojna. Tolokonnikova was een van de Vojnaleden die in 2009 een rechtszitting tegen de curator van het Andrej Sacharov-museum verstoorden, die terechtstond voor het organiseren van de tentoonstelling Verboden kunst in 2007.
Ze nam ook deel aan een reeks ludieke acties in januari en februari 2011, waarbij nietsvermoedende politieagentes op straat en in metrostations onverwacht gezoend werden. De acties werden uitgevoerd onder de noemer Operatie Kus Vuilnis, verwijzend naar het Russische slangwoord musor (vuilnis) voor politieagent.

## Arrestatie en vervolg

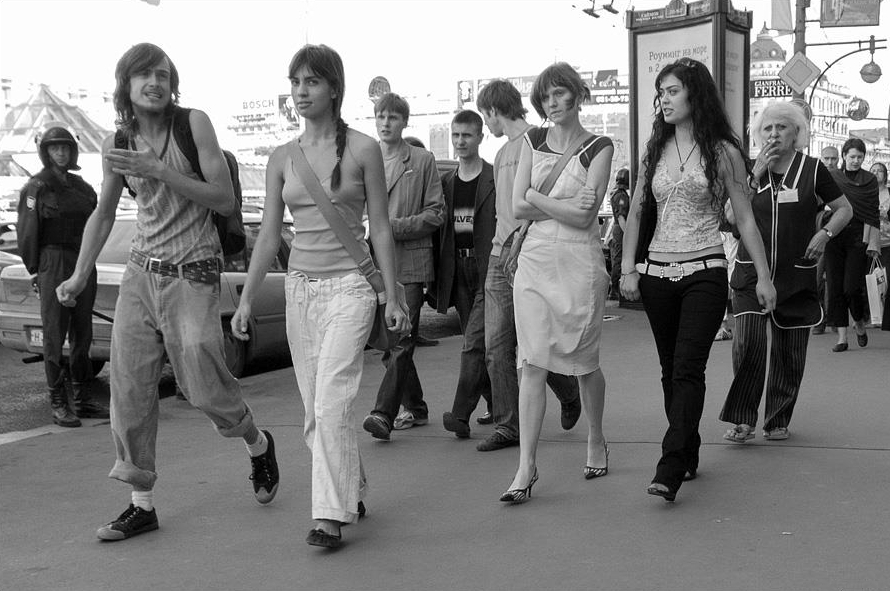
Tolokonnikova met Pjotr Verzilov (links) in juni 2007

Naar aanleiding van het "punkgebed" in de kathedraal op 21 februari 2012 werd vijf dagen later een strafzaak geopend tegen de bandleden die aan de ordeverstoring hadden deelgenomen. Op 3 maart werden Tolokonnikova en een ander vermeend lid van Pussy Riot door de Russische autoriteiten gearresteerd en beschuldigd van hooliganisme. Beide vrouwen ontkenden aanvankelijk lid van de groep te zijn en begonnen een hongerstaking uit protest tegen hun hechtenis en omdat ze weggehouden werden van hun jonge kinderen. Ze werden op 4 juni formeel in staat van beschuldiging gesteld, waarbij de aanklacht 2800 bladzijden telde. Er werd gespeculeerd dat de Canadese autoriteiten mogelijk zouden ingrijpen, omdat Tolokonnikova een Canadese permanente verblijfsvergunning had; maar dit gebeurde uiteindelijk niet.

### Veroordeling en gevangenschap
Na haar veroordeling op 17 augustus 2012 zat Tolokonnikova de resterende twee jaar gevangenisstraf uit in een strafkolonie voor vrouwen, IK-14, in een dorpje in de republiek Mordovië. Op 23 september 2013 ging ze in hongerstaking uit protest tegen de slechte omstandigheden in het strafkamp en omdat gevangenispersoneel haar met de dood zou hebben bedreigd. In een open brief over de omstandigheden in het kamp schreef ze dat de vrouwen er geen rechten hadden, de gevangenen 16 à 17 uur per dag moesten werken en hooguit vier uur sliepen, en slechts eens per zes weken een vrije dag hadden. Eind september werd ze opgenomen in de ziekenboeg van de gevangenis na een week in hongerstaking te zijn geweest.
Op 21 oktober 2013 werd Tolokonnikova overgeplaatst naar een andere gevangenis. Haar verblijfplaats was enkele weken onbekend. Op 5 november werd bericht dat Tolokonnikova was overgebracht naar IK-50, een strafkolonie op ongeveer 300 kilometer van Krasnojarsk in Siberië. Op 15 november had ze uiteindelijk contact met haar echtgenoot via een videoverbinding vanuit de gevangenisziekenboeg.

### Herziening en amnestie
Op 12 december oordeelde het Russische hooggerechtshof dat het deelaspect "haat" niet toereikend bewezen was en verwees het de zaak van beide vrouwen terug naar de Moskouse rechtbank. Op 23 december werd echter aan zowel Tolokonnikova als Pussy Riot-lid Maria Aljochina amnestie verleend op grond van een nieuwe, door president Poetin ondertekende amnestiewet ter gelegenheid van de twintigste verjaardag van de Russische grondwet. Op 27 december hebben Tolokonnikova en Aljochina aangegeven dat Pussy Riot niet meer optreedt, later zal blijken dat ze echter wel actief blijven als band door middel van videoclips, onder andere een tegen Donald Trump. Wel willen ze een mensenrechtenorganisatie opzetten om politieke gevangenen in Rusland te helpen.
Tolokonnikova bracht een drietal boeken uit over Pussy Riot.